# Singsdorf
Singsdorf ist ein Dorf und Ortsteil der Gemeinde Rottenmann im Paltental in den Rottenmanner Tauern, Bezirk Liezen, Steiermark. Bei der Registerzählung am 1. Jänner 2024 hatte der Ort 169 Einwohner.

## Geschichte
Die erste urkundliche Erwähnung erfolgte im Jahre 1080. 1130/35 ist „Siginsdorf“ bezeugt. Der Ortsname kommt vom ahd. Personennamen Sigwin/Sigiwin. Am 1. Januar 1974 kam Singsdorf, damals zur Gemeinde Palten gehörend, zur Stadtgemeinde Rottenmann. Eine alte Ortsbezeichnung lautete „Singsdorf Schmiede“. Die katholische Kapelle gehört zur Pfarre St. Lorenzen.

## Verkehr
Am Nordrand des Ortes verläuft die Pyhrn Autobahn (A 9) etwa in Ost-West-Richtung. Der nächste westliche Autobahnzubringer befindet sich in Rottenmann, der nächste östliche in Trieben.
Die Schoberpass Straße (B113) führt durch Singsdorf.

## Sonstiges
1999 wurde im Ort eine Sportanlage mit einem zweistöckigen Vereinshaus errichtet. In die Außenanlagen ist neben einem Fußballplatz auch eine Bogenschießanlage integriert.
Die Wettkampftruppe der Freiwilligen Feuerwehr zählt zu den besten der Steiermark.
Im Winter werden Langlaufloipen gespurt, im Sommer bietet sich der Ort als Ausgangspunkt für Wanderungen an.